# 大字杜鹃
大字杜鹃为杜鹃花科杜鵑花屬的物种，原生於亞洲東北部，包含俄羅斯遠東地區、中國東北地區與內蒙古、朝鮮半島與日本。葉片呈倒卵形，常五枚一簇輪生於枝頂，形如「大」字，因而得名。